# Marcello Pisas
Marcello Pisas (Willemstad, Curazao, 4 de septiembre de 1977) es un exfutbolista profesional de las Antillas Neerlandesas. Se desempeñaba en el terreno de juego como guardameta y su último equipo como jugador fue el Centro Social Deportivo Barber de la Primera División de fútbol de Curazao.

## Trayectoria internacional
- Con la selección de fútbol de las Antillas Neerlandesas tuvo 23 apariciones, haciendo su debut en 1996.
- Con la selección de fútbol de Curazao, tuvo 7 apariciones.

## Clubes
| Club                           | País    | Año       |
| ------------------------------ | ------- | --------- |
| Centro Social Deportivo Barber | Curazao | 1995–2017 |